# 한국여자프로농구 2005 여름리그
한국여자프로농구 2005 여름리그(스폰서의 이름을 딴 신한은행배 겨울리그라고도 알려진)는 한국여자프로농구의 열네 번째 시즌이다. 2004년 12월 28일부터 2005년 3월 18일까지 6개 연고지에서 진행되었다.

## 변경된 점
- 금호생명과 삼성생명이 각각 연고지를 인천에서 구리로,[1] 수원에서 용인으로 옮겼다.[2]
- 평일 저녁 7시 경기를 도입했다. 주말 및 공휴일은 오후 2시 경기로 종전의 시간을 그대로 유지하기로 했다.[2]
- 외국인 선수 드래프트 추첨방식을 그룹별 추첨으로 다소 변경하였다. 이는, 기존의 리그 순위의 역 순번으로 진행되었던 방식에 변화를 준 것으로, 최하위 팀에게 배정되는 1순위 순번을 위해 시즌을 포기하는 양상에 대비하기 위한 것으로 알려졌다. 변경된 외국인 선수 드래프트 추첨방식은, 드래프트 당일 각 그룹 별 추첨 후 최종 순위를 결정하고 동일한 구슬 각각 10개씩(총 20개)를 검은 상자에 넣고 직접 추첨하게 된다. 1그룹은 플레이오프 탈락팀, 2그룹은 챔피언전 탈락 팀, 3그룹은 챔피언전 진출 팀으로 구분했다.[3]
- 정규타임아웃의 시간을 70초에서 90초로 늘렸고 4쿼터와 연장 종료 2분전부터 파울작전을 인정해 경미한 접촉도 반칙으로 선언되는 점이 달라졌다. 또 공격코트로 넘어오는 과정에서 수비자나 공격자가 손을 쓰는 부분은 엄격한 반칙 적용을 받게된다.[4]
- 용병 교체와 관련해서는 회수나 시기에는 제한이 없으나 플레이오프 등을 대비해 리그가 먼저 끝난 WNBA 선수들을 데려오는 행위는 금지된다. 2005 WNBA에서 뛴 선수는 2005 WKBL 여름리그에 출전할 수 없다.[4]

## 선수 변화
- 5월 11일, 삼성생명 김태경 팀 이적. 삼성생명 ⇒ KB 세이버스
- 7월 4일, 우리은행 정안나 팀 이적. 우리은행 ⇒ 금호생명(구단의 이적동의 확인)
- 7월 27일, 신한은행 진신해 임대. 신한은행 ⇒ 금호생명(구단 이적동의 확인. 신한은행은 진신해 트레이드 조건으로 2006 신인 드래프트 1라운드 지명권 가져감). 시즌 후 신한은행 에스버드 소속 복귀

## 정규리그
정규리그는 2005년 7월 7일 개막하였으며, 2005년 9월 4일까지 진행되었다. 춘천 우리은행 한새가 정규리그 우승을 차지했다.
| 순위 | 팀                     | 경기 | 승 | 패 | 승차 | 참가 자격 및 강등 |
| ---- | ---------------------- | ---- | -- | -- | ---- | ----------------- |
| 1    | 춘천 우리은행 한새     | 20   | 15 | 5  | —    | 플레이오프 진출   |
| 2    | 천안 KB 세이버스       | 20   | 12 | 8  | 3    | 플레이오프 진출   |
| 3    | 안산 신한은행 에스버드 | 20   | 12 | 8  | 3    | 플레이오프 진출   |
| 4    | 용인 삼성생명 비추미   | 20   | 10 | 10 | 5    | 플레이오프 진출   |
| 5    | 구리 금호생명 레드윙스 | 20   | 8  | 12 | 7    |                   |
| 6    | 부천 신세계 쿨캣       | 20   | 3  | 17 | 12   |                   |